# Новоильинский район (Новокузнецк)
Новоильи́нский район — один из шести административных районов города Новокузнецка, пятый по численности населения и самый маленький по площади.
Новоильинский район — самый молодой район города, получил свой статус в 1998 году, а до того (с 1978 года) был микрорайоном в составе Заводского района.
Находится на севере города, граничит с Заводским районом Новокузнецка на юге, с Ильинским сельским поселением Новокузнецкого района на востоке и с Металлургским сельским поселением Новокузнецкого района на западе.
Основные улицы района — проспекты Авиаторов, Архитекторов, Запсибовцев, Рокоссовского, Мира, улица Косыгина.
В районе имеется 301 многоквартирных домов, в них 42356 квартиры, а также 9 частных домов.

## История
Хотя первые наброски проекта района в районе Ильинской площадки были сделаны ещё в 1944 году, полноценное проектирование района началось лишь в 1957 году в Госкомитете по гражданскому строительству и архитектуре при Госстрое СССР и ЦНИИ гражданстроительства. 6 июня 1964 года было разработано технико-экономическое обоснование Генерального плана Новокузнецка, который подразумевал строительство в том числе жилого района возле села Ильинка Новокузнецкого района для рабочих строящегося Западно-Сибирского металлургического завода.
По замыслу архитекторов площадь района должна была составить 60 км², предполагалось построить 544 тыс. квадратных метров жилья для поселения 68 тыс. человек. Этим же проектом предусматривался дальнейший рост района как в размерах — до 110 км² площади, так и в количестве жителей — до 233 тыс. человек уже к 1981 году. Всего же возможности Ильинской площадки позволяют застроить её жильём для расселения свыше 300 тыс. человек. Планировалась линия скоростного трамвая между будущим районом и ЗСМК, а также Заводским районом, скоростные магистрали, многоуровневые развязки.
В 1964 году было начато строительство Ильинского моста через Томь, связывающий район с ЗСМК и правобережной частью города. 15 ноября 1974 года на территории Ильинского сельсовета Новокузнецкого района были забиты сваи под первый жилой пятиэтажный дом, а в 1979 году первые новосёлы въехали в уже построенные дома Новоильинского микрорайона. 4 апреля 1979 началось заселение микрорайона. Архитекторы района Борис Алексеевич Жеребятьев и Геннадий Николаевич Туманик были награждены дипломом 1-й степени на 5-м Всесоюзном смотре творчества молодых архитекторов (Москва, 1968). 5 апреля 1979 первые 4 ученика начали учиться в школе 13. 24 октября 1978 года был образован посёлок Новоильинский. После забастовки на ЗСМК президиум ВС РСФСР включил посёлок Новоильинский в состав города Новокузнецка 22 ноября 1979 года.
В 1998 году особенно много стали говорить о создании шестого самостоятельного района Новокузнецка и 22 декабря 1998 года Постановлением Городского Собрания № 15/49 был образован Новоильинский район за счёт части территории Заводского района, расположенной на левом берегу реки Томи.

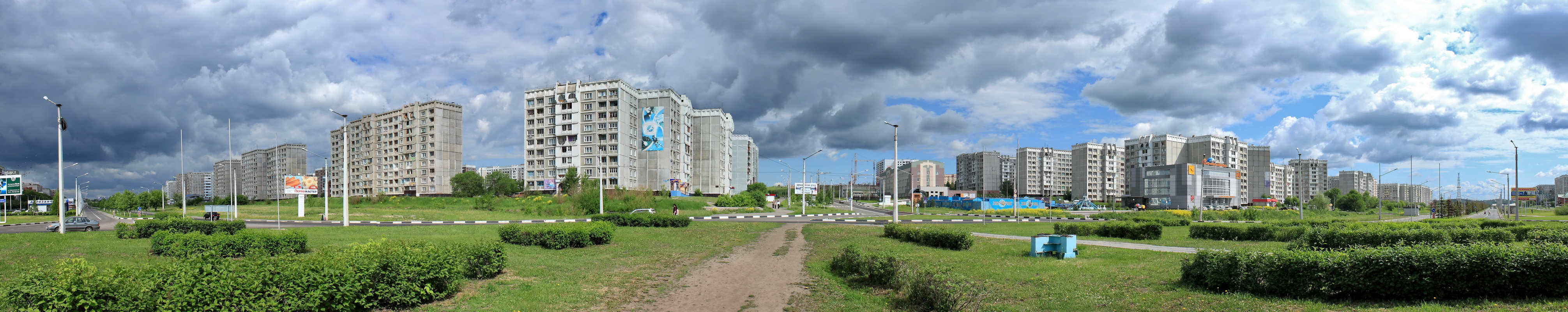
Новоильинский район пр. Авиаторов

Состоит из 7 СТОС[неизвестный термин]

## Транспорт
В Генплане 1970-х годов планировалось построить монорельс от Новоильинского микрорайона к ЗСМК, шахтам Новокузнецка и Новокузнецкого района.
В 1990—е годы была почти построена трамвайная ветка АТЦ — Новоильинка, но была разворована. Эстакада этой ветки сохранилась недалеко от поворота на с. Ильинка.
В 2000—2010 годах пассажирское сообщение жителей района было представлено только автобусным транспортом, который обслуживался ОАО «ПАТП-4» (преимущественно городские автобусы марок НефАЗ, ЛиАЗ и МАЗ), а также автобусами индивидуальных предпринимателей и коммерческих организаций (преимущественно автобусы марки ПАЗ). Рейсы связывают Новоильинский район с Заводским и Центральным районами Новокузнецка. В середине 2000—х годов существовал маршрут № 87, связывающий Новоильинский район с Орджоникидзевским (через Центральный и Кузнецкий районы), однако он был отменён. С 1 января 2020 год маршрут № 87 был восстановлен.
С ноября 2020 года городские рейсы начали обслуживаться автобусами КАВЗ-4270, Волгабас-5270 и Волгабас-6271, принадлежащими ООО «Питеравто» (НТА), а также автобусами Lotos-206, принадлежащими индивидуальному предпринимателю. ОАО «ПАТП-4» было расформировано и объединено с «ПАТП-1» в АО «ПАТП», а территория автотранспортного предприятия была передана в аренду ООО «Питеравто».

### Маршруты
| Маршрут | Начальная остановка                          | Конечная остановка                           | Примечания                                                                              | Перевозчик      |
| ------- | -------------------------------------------- | -------------------------------------------- | --------------------------------------------------------------------------------------- | --------------- |
| 80      | ТЦ «Лента» (Новоильинский р-н)               | Вокзал                                       | По пр. Авиаторов; Ильинскому шоссе; ул. Ноградской; Кузнецкстроевскому пр.; пр. Бардина | ООО «Питеравто» |
| 81      | Молодость Запсиба                            | Вокзал                                       | По ул. Чернышова; ул. Косыгина; Ильинскому шоссе; пр. Строителей; пр. Металлургов       | ООО «Питеравто» |
| 82      | Берёзовая Роща — ТЦ «Лента» — Берёзовая Роща | Берёзовая Роща — ТЦ «Лента» — Берёзовая Роща | кольцевой                                                                               | ИП Потанин      |
| 86      | Молодость Запсиба                            | Вокзал                                       | По ул. Рокоссовского; ул. Косыгина; Ильинскому шоссе; пр. Строителей; пр. Курако        | ООО «Питеравто» |
| 87      | ТЦ «Лента» (Новоильинский р-н)               | Абашево                                      | По пр. Авиаторов; Ильинскому шоссе; пр. Строителей; ул. Обнорского; Байдаевскому шоссе  | ООО «Питеравто» |
| 89      | Молодость Запсиба                            | ЦВТИ                                         | По ул. Чернышёва; пр. Мира; пр. Запсибовцев; Бызовскому шоссе; Заводскому шоссе         | ООО «Питеравто» |
| 91      | Космонавтов                                  | 18-й квартал                                 | По пр. Авиаторов; пр. Запсибовцев; Бызовскому шоссе                                     | ООО «Питеравто» |
| 112     | Дом Творчества                               | Сметанино                                    | сезонный                                                                                | АО «ПАТП»       |
| 181     | Космонавтов                                  | Сады Казанково                               | сезонный                                                                                | АО «ПАТП»       |
| 183     | Космонавтов                                  | Сметанино                                    | сезонный                                                                                | АО «ПАТП»       |
| 185     | Космонавтов                                  | Чистая Грива                                 | сезонный                                                                                | АО «ПАТП»       |
| 187     | Космонавтов                                  | Малая Талда                                  | сезонный                                                                                | АО «ПАТП»       |
| 188     | Молодость Запсиба                            | Успенка                                      | По ул. Авиаторов; пр. Запсибовцев; ул. Логинова                                         | АО «ПАТП»       |

## Территориальные общественные самоуправления
- ТОС № 1- Запсибовцев, Архитекторов, Авиаторов, Новоселов
- ТОС № 2 -Звездова , Мира, Авиаторов, Рокоссовского
- ТОС № 3 -Запсибовцев, Архитекторов, Косыгина, Новоселов
- ТОС № 4- Запсибовцев, Мира, Авиаторов, Новоселов
- ТОС № 5- Космонавтов, Архитекторов, Косыгина,Олимпийская
- ТОС № 6 -Запсибовцев, Мира , Косыгина, Новоселов
- ТОС № 7 -Чернышева, 11 гвардейской армии, Авиаторов, Рокоссовского

### Почтовое деление
- 654011 -к западу от Рокоссовского, к северу от Новоселов
- 654044 — к западу от Рокоссовского, к югу от Косыгина
- 654054 — к востоку от Рокоссовского, к югу от Авиаторов
- 654067 — к востоку от Рокоссовского, к северу от Авиаторов

## Улицы

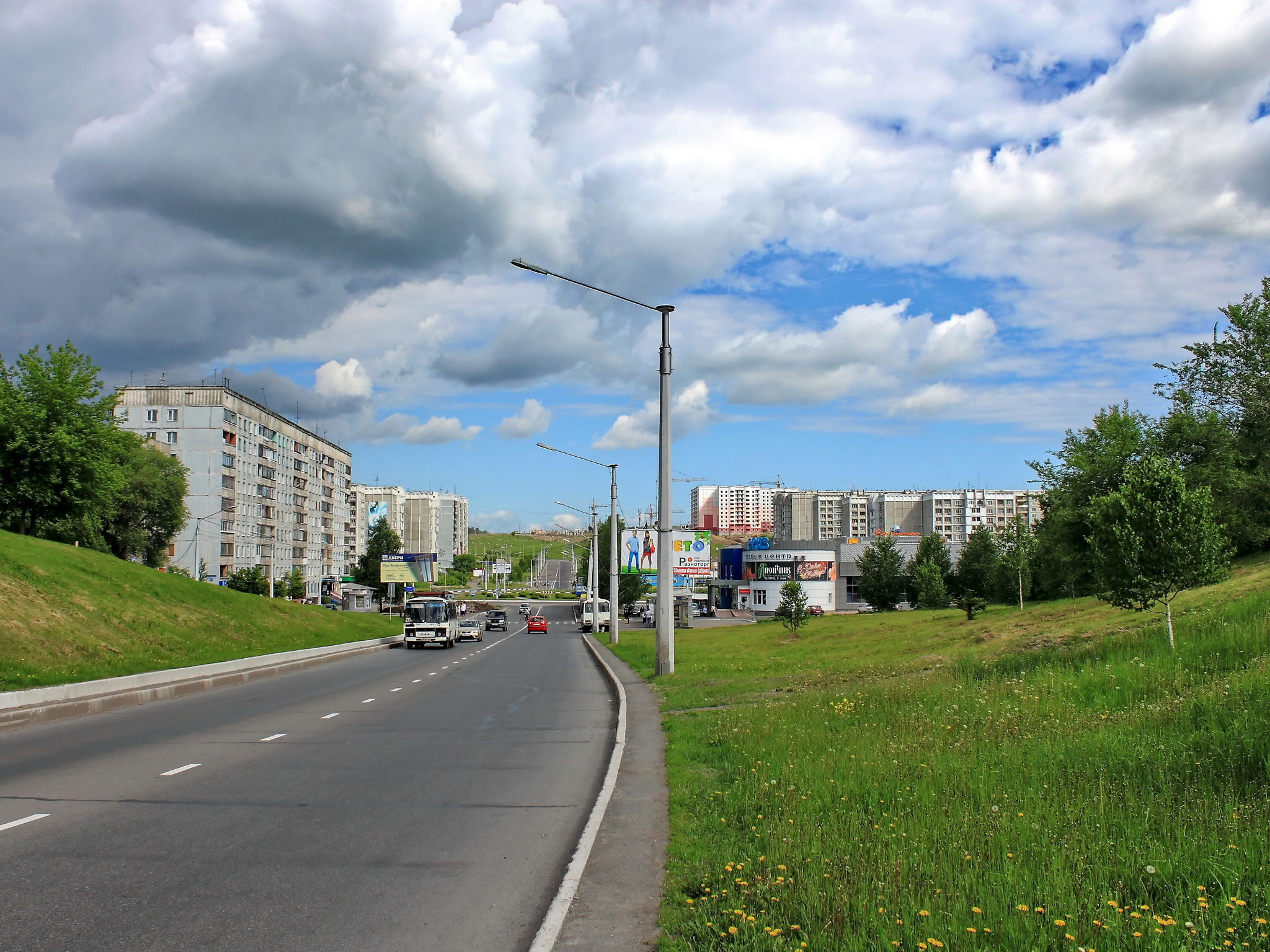
Проспект Запсибовцев

Проспекты
- Авиаторов
- Архитекторов
- Запсибовцев
- Мира

Улицы
- 11 Гвардейской Армии[14]
- Звездова[15]
- Космонавтов
- Косыгина[16]
- Новосёлов
- Олимпийская
- Рокоссовского
- Чернышова[17]
- Талдинская
- Шахтёрской Славы

## Промышленность и торговля
Крупных и средних промышленных предприятий в районе нет. Бизнес представлен небольшими компаниями, торговыми точками, сферой услуг.
До 2021 года в районе располагалось ОАО «ПАТП-4», оказывавшее услуги по перевозке пассажиров в городском общественном автомобильном транспорте. Предприятие обеспечивало транспортную доступность для Новоильинского и Заводского районов Новокузнецка.
В районе расположен ТРЦ «Парус», универсальный розничный рынок «Новоильинский», торговый центр «Клондайк», в конце 2013 года открыт гипермаркет «Лента».

## Образование
21 апреля 1979 года в Новоильинском районе был открыт первый детский сад «Малыш», а 1 сентября 1979 года открылась первая школа № 13.
В районе 22 дошкольных образовательных учреждений и 13 средних общеобразовательных учреждений (11 школ и 2 гимназии).
На проспекте Авиаторов расположен учебно-производственный комплекс «Молодость Запсиба», а также Детско-юношеская спортивная школа № 7 и Центр детского творчества «Спектр».
21 августа 2015 года состоялась торжественная церемония завершения строительства учебно-тренировочного корпуса ФГКУ «Национальный горноспасательный центр» по адресу Авиаторов, дом 54, а 4 апреля 2016 года — открытие в центре учебного процесса.

## Медицина
- Поликлиника № 4
- Детская поликлиника № 3
- Роддом № 3

## Религия
Храм в честь святой блаженной Ксении Петербургской находится по адресу ул. Олимпийская, 17/3.
Церковь Христиан Веры Евангельской пятидесятников "Теофания" г. Новокузнецка ул. Олимпийская, дом 20, корп. 1